# Manuel Fumic
Manuel Fumic, né le 30 mars 1982 à Kirchheim unter Teck, est un coureur cycliste allemand, spécialiste du VTT. Il est notamment champion du monde de cross-country espoirs et champion d'Europe de cross-country espoirs en 2004. Il participe à cinq reprises aux Jeux olympiques et est quintuple champion d'Allemagne de cross-country.

## Biographie
Manuel Fumic est le fils de Vlado Fumić, qui a représenté la Yougoslavie lors des compétitions de cyclisme sur piste des Jeux olympiques d'été de 1976. Il est également le frère du coureur de VTT Lado Fumic, né en 1976.
Entre 2001 et 2004, Manuel Fumic est quadruple champion d'Allemagne de cross-country espoirs (moins de 23 ans). En 2004, il devient également champion du monde de cross-country espoirs et champion d'Europe de cross-country espoirs (moins de 23 ans). Alors qu'il court encore ches les espoirs, il participe aux Jeux olympiques d'été de 2004 (tout comme son frère Lado) et prend la huitième place du cross-country.
Les deux frères Fumic courent pour l'équipe cycliste internationale fumic.brothers, qu'ils ont fondée après que Deutsche Telekom se soit retirée du sponsoring du VTT en 2007. En 2008, il devient pour la première fois  champion d'Allemagne de cross-country chez les élites, le premier de ses six titres. Lors de sa deuxième participation olympique à Pékin, il se classe onzième. À partir de 2010, Manuel rejoint l'équipe Cannondale Factory Racing.  Cette même année, il décroche son premier podium en Coupe du monde à Houffalize. D'autres podiums ont suivi au cours des années suivantes, mais il s'est vu refuser une victoire en Coupe du monde. Son meilleur résultat au général de la Coupe du monde est une quatrième place lors de la saison 2014.
À partir de 2010, il est un membre régulier du relais allemand de cross-country aux championnats du monde et d'Europe. Il remporte plusieurs médailles, dont le titre de il est champion d'Europe du relais mixte en juillet 2015, avec Maximilian Brandl, Ben Zwiehoff et Helen Grobert. Il s'agit de la seule médaille d'or pour un relais allemand aux championnats d'Europe. Dans la course individuelle, il est vice-champion du monde en 2013 et médaillé de bronze du championnat d'Europe en 2015 et 2017. Aux Jeux olympiques d'été de 2012 à Londres, il atteint son meilleur classement avec une 7e place. Aux Jeux olympiques d'été de 2016, il termine 13e.
En juin 2020, il chute pendant un entraînement et est grièvement blessé. Il s'est cassé une omoplate, des côtes, une clavicule - pour la cinquième fois de sa carrière - et a un poumon meurtri. Un an plus tard, en juin 2021, il décroche pour la sixième fois le titre de champion d'Allemagne de cross-country. En août, il participe à ces cinquièmes Jeux olympiques à Tokyo, où il termine 28e du cross-country.
Après la saison 2021, il met un terme à sa carrière de coureur. Il ne peut pas prendre le départ du championnat du monde qui devait être sa course d'adieu en raison d'une blessure à l'entraînement.

## Palmarès en VTT

### Jeux olympiques
- Athènes 2004
  - 8e du cross-country
- Pékin 2008
  - 11e du cross-country
- Londres 2012
  - 7e du cross-country
- Rio 2016
  - 13e du cross-country
- Tokyo 2020
  - 28e du cross-country

### Championnats du monde
- Lugano 2003
  -  Médaillé d'argent du cross-country espoirs
- Les Gets 2004
  -  Champion du monde de cross-country espoirs
- Mont Sainte-Anne 2010
  -  Médaillé d'argent du relais mixte
- Saalfelden-Leogang 2012
  -  Médaillé de bronze du relais mixte
  - 7e du cross country
- Pietermaritzburg 2013
  -  Médaillé d'argent du cross country
  -  Médaillé de bronze du relais mixte
- Lenzerheide 2018
  -  Médaillé d'argent du relais mixte

### Coupe du monde
- Coupe du monde de cross-country
  - 8e en 2010
  - 11e en 2011
  - 7e en 2012
  - 18e en 2013
  - 4e en 2014
  - 6e en 2015
  - 19e en 2016
  - 9e en 2017
  - 17e en 2018
  - 17e en 2019
  - 38e en 2021

### Championnats d'Europe
- 2003
  -  Médaillé de bronze du cross-country espoirs
- 2004
  -  Champion d'Europe de cross-country espoirs
- Chies d'Alpago 2015 
  -  Champion d'Europe du relais mixte (avec Maximilian Brandl, Ben Zwiehoff et Helen Grobert)
  -  Médaillé de bronze du cross-country
- Darfo Boario Terme 2017 
  -  Médaillé de bronze du cross-country

### Championnats d'Allemagne
- Champion d'Allemagne de cross-country VTT espoirs : 2001, 2002, 2003 et 2004
- Champion d'Allemagne de cross-country VTT : 2008, 2012, 2015, 2017, 2018 et 2021